# NGC 333A
NGC 333A ist eine elliptische Galaxie im Sternbild Walfisch, welche etwa 725 Millionen Lichtjahre von der Milchstraße entfernt ist. In der Nähe befindet sich eine weitere Galaxie NGC 333B.
Das Objekt wurde im Jahr 1877 von dem deutschen Astronomen Ernst Wilhelm Leberecht Tempel entdeckt.